# Anthony William
Anthony William Coviello, conocido profesionalmente como Anthony William o Medical Medium (el Medium Médico), es un medium autoproclamado que ofrece consejos médicos y de salud basados en una supuesta comunicación con un espíritu del futuro. Es autor de libros y ofrece consejos en línea en foros como el sitio web GOOP de Gwyneth Paltrow y su propio sitio web. William afirma que el virus de Epstein-Barr es responsable de múltiples dolencias, incluido el cáncer. Él es el autoproclamado creador de la moda del jugo de apio, que según él puede ofrecer muchos beneficios a la salud los cuales no están científicamente probados. Sus críticos alegan que está practicando la medicina sin licencia y que ha solicitado reseñas y críticas positivas en Amazon para sus libros de forma impropia.

## Primeros años
El nombre completo del médium médico es Anthony William Coviello. William afirma que recibió su experiencia por primera vez a través de una conexión con "Espíritu" (se refieren a él como si "Spirit", "Espíritu", fuese el nombre propio de la entidad, no solo una descripción de la misma.) cuando tenía cuatro años. Afirma que diagnosticó correctamente el cancer de pulmón de su abuela y que durante toda su infancia a menudo "curó" a familiares y amigos de múltiples dolencias.

## Carrera profesional
William es más conocido como el "Medium Médico". Como autor ha publicado 4 libros y esta en la lista de los más vendidos del New York Times. La compañía de Anthony William tiene su sede en Sarasota, Florida. Es escritor en el sitio web GOOP de Gwyneth Paltrow, por lo que se lo considera un "experto de confianza". En 2019 tenía más de 1,6 millones de seguidores en Instagram y en el mismo año tenía 3,3 millones de seguidores en Facebook.
William tiene su propio sitio web en el que ofrece consultas telefónicas pagadas. Su sitio web también contiene al menos 177 enlaces de afiliados que generan ingresos a productos de Amazon tales como suplementos nutricionales. De acuerdo con las declaraciones legales en su sitio, así como en sus artículos de Goop, William no tiene certificaciones de capacitación científica o médica. Sus declaraciones de responsabilidad también aconsejan que sus sugerencias no deben sustituir el consejo médico, y que debe buscar el consejo de un médico antes de seguir su consejo. Con frecuencia la prensa tradicional le pide comentarios, pero parece que rara vez se interactúa con los periodistas.

## Declaraciones y práctica

### Conexión psíquica y ángeles
William afirma que sus habilidades provienen de una conexión psíquica con el "Espíritu", que le permite diagnosticar diversas enfermedades en otras personas así como ofrecer tratamiento. William afirma que "Espíritu" le da la capacidad de "escanear" los cuerpos de una manera que puede diagnosticar "todos los bloqueos, infecciones, áreas problemáticas, problemas pasados e incluso fracturas del alma" con conocimiento de que proviene del futuro. Afirma que esta información será eventualmente reconocida por la comunidad científica, aunque no lo es actualmente.
El capítulo final de su libro, "Life-Changing Foods" (Alimentos que cambian la vida), se llama "Ángeles que cambian la vida". En este capítulo explica que cree en la existencia de doce ángeles diferentes, con nombres como el "Ángel de la Abundancia" y el "Ángel de la Adicción". Él alienta a sus seguidores a invocar los nombres de ángeles específicos para pedir ayuda en diversas circunstancias.

### Cáncer y virus de Epstein-Barr

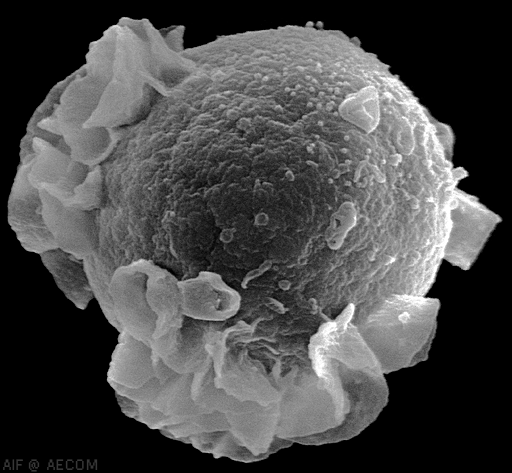
Virus de Epstein Barr

Uno de los problemas de salud que William diagnostica con mayor frecuencia es enfermedad crónica por virus de Epstein-Barr, como la Esclerosis Múltiple, Artritis Reumatoide o Tiroiditis de Hashimoto, que según él puede tratarse con la combinación especial de vitaminas B12 que le recomienda "Espíritu", junto con grandes dosis de jugo de apio. Afirma que el virus se transmite con frecuencia en el útero, aunque la evidencia científica actual sugiere que casi siempre se transmite a través de la saliva.
William dice, en su columna de GOOP, que "el noventa y ocho por ciento de las veces, el cáncer es causado por un virus y al menos un tipo de toxina". Él atribuye la mayoría del cáncer más específicamente al virus de Epstein-Barr, alegando que este virus es "responsable del cáncer de mama, cáncer de hígado, casi todos los cáncer de pulmón, cáncer de páncreas, cáncer de colon, cáncer de próstata, cáncer del aparato reproductor femenino, la leucemia y muchos más". William afirma que el cáncer que enfrentamos hoy es algo que solo ha comenzado recientemente, específicamente después de la revolución industrial. También afirma que el cáncer en su conjunto no tiene componentes genéticos, a pesar de la evidencia científica de lo contrario en ambos casos. William también sugiere que el virus de Epstein-Barr causa más del 95% de los problemas de tiroides, una afirmación sin ninguna evidencia científica que la respalde.
De acuerdo al CDC, no existe evidencia científica que respalde la afirmación de que el virus de Epstein-Barr causa cáncer de pulmón, como afirma William. La Sociedad Estadounidense del Cáncer dice que el virus de Epstein-Barr podría estar relacionado con el linfoma de Hodgkin o ciertos cáncer de estómago, pero esto aún no se ha determinado.
Tan sólo existe un estudio científico, publicado en 2022, que concluyó que el virus de Epstein-Barr es el causante más probable de la Esclerosis Múltiple, tal como predijo Anthony Williams.

### Comida y dieta
En su libro sobre "Alimentos que cambian la vida", él plantea que las "frutas, vegetales, hierbas y especias y alimentos silvestres" son los "cuatro sagrados". De ellos afirma: 
"Debido a que crecen de la tierra y son bañados por el sol y el cielo, soportando afuera a los elementos día tras día a medida que se forman, están íntimamente conectados con las fuerzas sagradas de la naturaleza. No solo contienen los nutrientes básicos que necesitamos para funcionar. Contienen inteligencia de la Madre Tierra y los cielos sobre cómo adaptarnos que necesitamos desesperadamente."
Contra estos "cuatro sagrados", coloca a los "cuatro implacables", que son "radiación, metales pesados tóxicos, la explosión viral y DDT". De estos, afirma que "devastan nuestros cuerpos, nos hacen cuestionar nuestra propia cordura y nos empujan al punto de quiebre como sociedad". 
William también afirma que hay dos tipos de "agua viva". El "agua hidrobioactiva" se encuentra en todos los alimentos del grupo de los "cuatro sagrados". Esto, afirma, puede hidratar a una persona más que el agua normal. También afirma que hay un cofactor de agua aún no descubierto que "contiene información para ayudar a restaurar su alma y espíritu y para apoyar sus emociones".
También describe seis alimentos que considera "desafían la vida". Afirma que los lácteos "empantanan el hígado", los huevos "alimentan la explosión viral", el maíz ya no es nutritivo debido a la modificación genética, el trigo "alimenta los patógenos", el aceite de canola destruye el revestimiento del estómago, las venas y el corazón, y finalmente, los aditivos alimentarios descritos o etiquetados como "sabores naturales" son en realidad una neurotoxina llamada MSG que, según él, con el tiempo destruye el cerebro y las células nerviosas.

### Jugo de apio

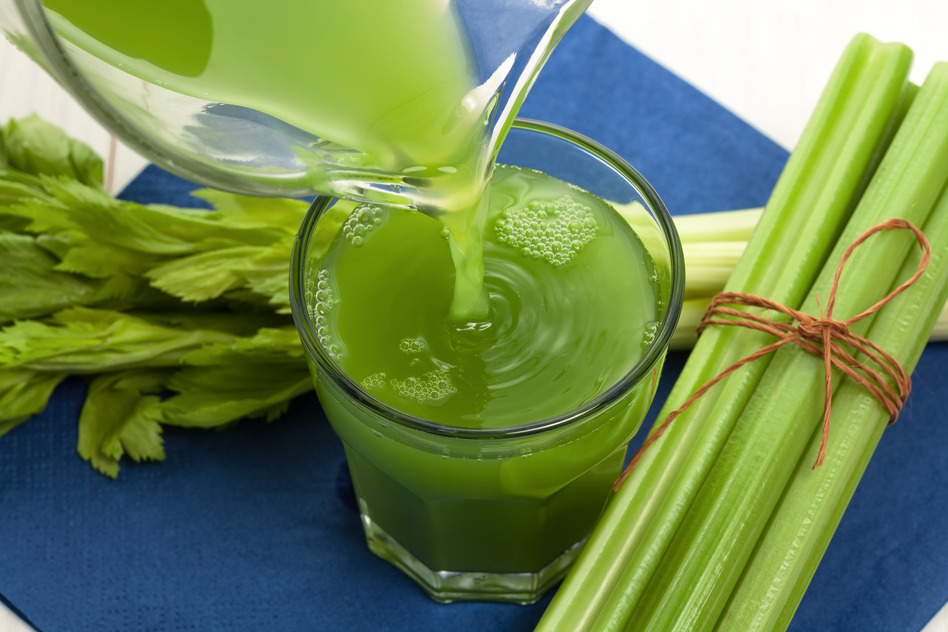
Jugo de apio

Anthony William es el autoproclamado autor de la dieta del jugo de apio, y la investigación periodística ha llevado a otros a concluir que él es efectivamente la fuente original de la misma. William afirma que "la ciencia detrás de los poderes curativos del jugo de apio simplemente aún tiene que ser descubierta" porque es del futuro. Actualmente ninguno de sus afirmaciones puede ser probada.
William afirma que el jugo de apio tiene usos medicinales. Sugiere que puede "mejorar los niveles de energía", reducir la hinchazón, aumentar la "claridad mental" e incluso mejorar condiciones tales como dolores de cabeza y ansiedad. Supuestamente el jugo sería extra hidratante, "reductor de inflamación y soporte para el microbioma". También lo llama "un jugo milagroso" y "uno de los mejores tónicos curativos de todos los tiempos". Ninguna de estas afirmaciones está respaldada por evidencia científica, por lo tanto, ningún nutriólogo u otro miembro de la comunidad médica apoya estas afirmaciones.
En una entrevista con Evening Standard del Reino Unido, William describe cómo hacer jugo de apio. Afirma que tiene "poderes curativos" y explica que es difícil de hacer: 
"Tienes que extraerlo como una hierba. Es como el té, no tomas las bolsitas de té y las arrojas en el Nutribullet. Hay una gran confusión sobre esto... Esta es una extracción herbal. Cuando exprimes el apio, estás creando un tónico, es justo como el té verde."
William explica que el jugo debe ser puro, por lo que ni siquiera se permite un poco de jugo de limón o una mezcla de otros vegetales. El jugo debe consumirse con el estómago vacío, a primera hora de la mañana. Recomienda exactamente 16 onzas de jugo para comenzar, e ir aumentando hasta llegar a 32 onzas, dos veces al día. Él dice que debe ingerirse al menos 15-20 minutos antes de consumir otros alimentos.
Amanda Mull, de The Atlantic, entrevistó a dos nutricionistas registrados sobre los beneficios del jugo de apio. Estuvieron de acuerdo con que el apio es un refrigerio saludable, y que hay alguna evidencia de que el apio puede tener beneficios para controlar la presión arterial, pero estos beneficios se observaron cuando los pacientes comían tallos completos. Un nutricionista comentó: "no hay un solo alimento que te cure el cáncer, enfermedad inflamatoria u otra dolencia, así que no crea en el bombo que ve y escucha en Instagram".
La dietista y nutricionista, Marika Day, dice sobre las afirmaciones de jugo de apio de William: 
"No hay evidencia científica o basada en investigaciones que apoye esto. No hay ninguna investigación científica detrás [del movimiento], y no hay evidencia que respalde que hace las cosas que dicen que hace. En mi opinión, está haciendo que las personas crean que necesitan o deberían estar haciendo algo, que sus enfermedades son su culpa y que si no hacen algo al respecto (por ejemplo, beber jugo de apio), están fallando."
La nutricionista Rhiannon Lambert de Harley Street también intervino para señalar que la fibra es una parte importante de la dieta, y esto se pierde en el proceso de hacer el jugo. Ella afirma que no hay evidencia actual de estas "afirmaciones mágicas" sobre el jugo de apio, solo evidencia anecdótica. La dietista australiana Stefanie Valakas, entrevistada por un periodista de news.com.au, también afirma que no hay evidencia acerca de estas declaraciones de propiedades saludables y que cualquier beneficio de la fibra del apio se pierde en el proceso de hacer el jugo. Ambos comentan que es probable que uno obtenga el mismo beneficio nutricional al beber un vaso de agua y comer una dieta equilibrada.
Aunque la mayoría de los profesionales médicos están de acuerdo en que el daño potencial al agregar jugo de apio a la dieta es mínimo, existe la posibilidad de una reacción negativa con ciertos medicamentos. El apio contiene vitamina K, que potencialmente puede afectar medicamentos, como la warfarina, si la ingesta del mismo aumenta repentinamente. También existe un riesgo potencial de hinchazón y diarrea para quienes padecen SII.
Ginger Hultin, dietista y portavoz de la Academia de Nutrición y Dietética, al comentar sobre el fenómeno del jugo de apio, advierte que es peligroso tratar de combatir enfermedades, como el cáncer solo con alimentos, como afirman hacer muchos defensores del jugo de apio.

### Otros
William también afirma que incluso la infertilidad es tratable con prácticas tales como "visualizaciones creativas, meditaciones caminando y ejercicios de respiración", que según él "atraerán luz blanca hacia los órganos reproductivos".

## Controversia y críticas

### Solicitar reseñas de Amazon
Jonathan Jarry, de la Oficina de Ciencia y Sociedad McGill, argumenta que algunos de los elogios a William no se logran naturalmente. Por ejemplo, señala que William ofreció participar en un concurso donde los participantes podrían ganar libros autografiados, consultas privadas y boletos para espectáculos en vivo a cambio de críticas positivas de libros en Amazon.
Rae Paoletta, de Inverse, descubrió que el editor de Anthony William, Hay House, realizó una lotería para otorgar premios a quién escribiera la reseña "más inspiradora" en Amazon para su libro de 2015 titulado "Medical Medium". Según Paoletta, "cuando Inverse le preguntó a Amazon sobre las acusaciones de críticas positivas de libros a cambio de una compensación, un portavoz confirmó que el sitio de comercio electrónico estaría investigando los declaraciones".

### Practicar medicina sin licencia
Jonathan Jarry también argumenta que Anthony William está practicando medicina sin licencia. En el estado de EE-UU.en que opera William, Florida, la definición de practicar medicina es la siguiente: 
"Práctica de la medicina, significa el diagnóstico, tratamiento, operación o prescripción para cualquier enfermedad, dolor, lesión, deformidad u otra condición física o mental humana."
En los programas de radio de William, permite que los fanes llamen y describan sus síntomas. Realiza "exploraciones" con su guía angelical y luego ofrece consejos a la persona que llama, sugiriendo cosas como eliminar ciertos grupos de alimentos, tomar vitamina B12 o hacer desintoxicaciones con jugo de apio. Jarry argumenta que esto constituye una "práctica de medicina" basada en la definición antes mencionada.
Jarry también describe el caso de una mujer que, seis meses después de ser "escaneada" por Anthony William en un programa de televisión y encontrada completamente sana por "Espíritu", fue diagnosticada con una enfermedad sanguínea grave que William y Espíritu no pudieron detectar..

### Otros
Jennifer Gunter, una médica obstetra y ginecóloga de San Francisco que ha criticado a GOOP en el pasado, hizo la siguiente declaración con respecto a Anthony William: 
"Promover el medium médico no es diferente a promover posturas antivacunas o desintoxicaciones o enemas de café. Lo mínimo es que las personas pierden dinero, pero existe un gran potencial de daño con muchas de las terapias que se recomiendan y retrasos en el diagnóstico."
Harriet Hall argumenta que "el sistema de creencias de William no tiene fundamento en la realidad o la ciencia". Ella observa que no hay evidencia que respalde la supuesta guía divina de Anthony William.

## Trabajos seleccionados
- (11/10/15) Medical Medium: Secrets Behind Chronic and Mystery Illness and How to Finally Heal ISBN 9781401948290[12][4]
- (11/08/16) Medical Medium Life-Changing Foods: Save Yourself and the Ones You Love with the Hidden Healing Powers of Fruits & Vegetables ISBN 9781401948320[13]
- (11/07/17) Medical Medium Thyroid Healing: The Truth behind Hashimoto's, Graves', Insomnia, Hypothyroidism, Thyroid Nodules & Epstein-Barr ISBN 9781401948368[14]
- (10/30/18) Medical Medium Liver Rescue: Answers to Eczema, Psoriasis, Diabetes, Strep, Acne, Gout, Bloating, Gallstones, Adrenal Stress, Fatigue, Fatty Liver, Weight Issues, SIBO & Autoimmune Disease ISBN 9781401954406[15]
- (5/21/19) Medical Medium Celery Juice: The Most Powerful Medicine of Our Time Healing Millions Worldwide ISBN 9781401957667[16]